# Wiadomości Wydawnicze
„Wiadomości Wydawnicze” („The Publishing News”) – czasopismo wydawane od marca do grudnia 1941 w Edynburgu przez oficynę Oliver & Boyd. Pismo przekazywało informacje w zakresie wydawnictw angielskich, a także poloników zagranicznych.